# Einfuhrkontingent
Ein Einfuhrkontingent ist eine direkte zeitliche Einfuhrmengenbeschränkung für ein Importgut. Es gehört der Gruppe der nicht-tarifären Handelshemmnisse an und soll einen Protektionseffekt für bestimmte einheimische Sektoren bewirken.
Ein Land setzt dieses Instrument im Rahmen seiner Außenhandelspolitik ein, um sich einen Vorteil zu Lasten eines anderen Landes zu verschaffen. Der synonym verwendete Ausdruck Importquote (Gegenteil: Exportquote) ist eine Lehnübersetzung der englischen Bezeichnung import quota.

## Charakteristik
Bei einem Mengenkontingent wird die Einfuhr auf direktem Wege für die Importeure auf Grundlage der Einfuhren des Vorjahres beschränkt, bspw. durch Festlegung von Gewichten, Stückzahlen und Maßen etc. Die Umsetzung der Importquote erfolgt für gewöhnlich durch die Vergabe von Lizenzen nach einem bestimmten Kriterienkatalog sowohl unentgeltlich als auch gegen Gebühr oder in Form einer Versteigerung an die Unternehmen oder Einzelpersonen. Grundsätzlich ist die Versteigerung der marktkonformere Weg, da bei der gebührenpflichtigen Vergabe das Entstehen von Schwarzmärkten wahrscheinlich ist. Die Rechteinhaber können sowohl aus dem Inland als auch dem Ausland kommen. Auch die Vergabe an ausländische Staaten wird praktiziert. Die Importquote kann sich auf den Außenhandel mit bestimmten Ländern oder generell auf alle Länder erstrecken. Ein Kontingent in Höhe von „0“ wird als Embargo bezeichnet; ein aktuelles Beispiel findet sich für in den USA produzierte und mit Chlor behandelte Hähnchenschenkel, welche nicht in die Europäische Union importiert werden dürfen.
Die Lizenzinhaber kaufen die Güter auf dem internationalen Markt zum Weltmarktpreis ein und veräußern sie auf dem Binnenmarkt zu dem höheren Binnenpreis weiter. Diese Differenz wird als Quotenrente (Lizenzgewinn) bezeichnet.
Die häufigsten Fälle für protektionistische Maßnahmen in der Welt sind im Agrarbereich zu finden. Bekannte und in Fachbüchern oft zitierte und untersuchte Importquoten sind etwa die Quoten für:
- Zucker und Käse in den Vereinigten Staaten,
- Bananen sowie Textil- und Bekleidungswaren in der Europäischen Union,
- Fleischimporte nach Russland,
- rund-erneuerte Reifen von Paraguay nach Brasilien etc.[3]

Die Überwachung und Lizenzerteilung in der Bundesrepublik Deutschland erfolgt durch das Bundesamt für Wirtschaft und Ausfuhrkontrolle (BAFA).

## Ziele und Begründungen
Das primäre Ziel der Länder, die eine Importquote einsetzen, besteht im Schutz der einheimischen Produzenten vor zu niedrigen Preisen, die sich infolge der Importkonkurrenz einstellen würden.
Der Einsatz eines Einfuhrkontingents wird von den praktizierenden Staaten unter anderem gerechtfertigt mit dem
- Schutz etablierter oder gar rückläufiger Wirtschaftssektoren vor Konkurrenz aus zumeist Entwicklungs- und Schwellenländern (siehe auch: Rent-Seeking),
- Schutz zur Entwicklung junger Wirtschaftszweige in Form eines Erziehungszollarguments nach Friedrich List, da der Aufbau dieser neuen Industriezweige die Importabhängigkeit verringern soll (siehe auch: Rent-Shifting und Rent-Creation),
- Autarkieargument, da ein Land im Hinblick auf zukünftige Versorgungskrisen seine Importsubstitute schützen möchte,
- Sicherheitsargument zum Schutz von Schlüsselbranchen, wie etwa der Rüstungsbranche,
- Argument zur Verhinderung bzw. Verlangsamung von Strukturwandel, da die aus einem notwendigen Strukturwandel heraus resultierenden zumeist kurzfristigen negativen Folgen verringert, zeitlich gestreckt oder sozial abgefedert werden sollen oder
- Schutz vor unfairem Wettbewerb durch drohende Billigkonkurrenz aus zumeist Entwicklungs- und Schwellenländern.[5]

Die Festlegung von Importquoten wird von vielen Fachleuten als kontraproduktiv empfunden. In einer Befragung von Wirtschaftswissenschaftlern, die in Unternehmungen, beim Staat und in Hochschulen tätig waren, stimmten 93 Prozent der Befragten der These zu, dass Zölle und Importquoten den allgemeinen ökonomischen Wohlstand reduzieren. Als Grund für eine ablehnende Haltung wird unter anderem angeführt, dass ein Einfuhrkontingent – wie auch die anderen nicht-tarifären Handelshemmnisse – zwar durchaus einen kurzfristigen Protektionseffekt für die betroffenen Wirtschaftszweige bewirke, mittel- bis langfristig jedoch wichtige Strukturanpassungsprozesse der einheimischen Industrie hinausgeschoben würden. Die Diskriminierung von ausländischen Anbietern kann zudem zu Vergeltungs- resp. Retorsionsmaßnahmen der betroffenen Länder führen. Auch eine Abschaffung durch ein Schlichtungsverfahren im Rahmen des GATT können die benachteiligten Länder erzwingen.

## Geschichtlicher Hintergrund
Ende des 19. Jahrhunderts erließen die großen Industrienationen in Europa und den USA tarifäre Handelshemmnisse in Form von Importzöllen für bestimmte Industrieprodukte aus neuen Industriesektoren. Auch erhoben viele Länder zum damaligen Zeitpunkt noch keine Einkommensteuer, so dass die Zölle in manchen Staaten die einzige Einnahmequelle für den Staat darstellten.
Zur Förderung des Welthandels und der Weltwirtschaft wurde am 30. Oktober 1947 von zunächst 23 Staaten das Allgemeine Zoll- und Handelsabkommen (englisch: General Agreement on Tariffs and Trade; Abk.: GATT) ratifiziert, nachdem der Plan für eine Internationale Handelsorganisation (ITO) nicht realisiert werden konnte. Das multilaterale Abkommen trat am 1. Januar 1948 in Kraft. Durch diesen Vertrag haben sich die unterzeichneten Staaten im Gleichschritt verpflichtet, Handelsbeschränkungen zu reduzieren und zu beseitigen.
Da die bis heute noch durch die GATT regulär zugelassenen Zolltarife kaum Handlungsspielräume für den Schutz der einheimischen Industrie zulassen, ging man dazu über, sogenannte nicht-tarifäre Barrieren zu schaffen. Dies ist darauf zurückzuführen, dass trotz des Abkommens ein Bedürfnis der unterzeichneten Mitgliedsstaaten nach Protektionismus weiterhin bestand und besteht. Das GATT hat rund 600 verschiedene Formen solcher nicht-tarifären Handelshemmnisse aufgelistet. Zu den wichtigsten zählen etwa Importquoten, freiwillige Exportbeschränkungen, Local-Content-Klauseln etc.

## Vergleich mit anderen Außenhandelsinstrumenten
Sowohl die Importquote als auch die anderen nicht-tarifären Handelshemmnisse beinhalten viele Vorzüge im Vergleich zu den Zöllen. Sie schützen grundsätzlich zuverlässiger, präziser und direkter. Bspw. sind sie flexibel anzuwenden, besitzen große Aktionsspielräume, unterliegen nur geringer Transparenz, besitzen Legitimationsmöglichkeiten mit der Verbindung besonderer nationaler Interessen etc. Auch mit ihnen lassen sich bestimmte Wirkungen, ähnlich der der Zölle, erreichen. Auch ist es möglich eine Importquote mit einem Zoll zu verbinden, indem eine bestimmte Menge, die nicht einem Zoll unterliegt, eingeführt werden darf, die darüber hinausgehenden Importe jedoch mit einem Zollaufschlag belegt werden.
Die Zielsetzungen einer Importquote können sowohl direkt als offengelegtes Mengenkontingent, als auch indirekt (bspw. als unmittelbare Folge wirtschaftspolitischer Maßnahmen und rechtlicher Vorschriften, etwa in Form des Deutschen Reinheitsgebots oder des GS-Zeichens) von dem jeweiligen Land protektionistisch vorgegeben sein.

## Theoretische Modellierung

### Grundlegende Annahmen
Das Modell zur Beschreibung der Wirkung eines Einfuhrkontingents geht von folgenden vereinfachenden Annahmen aus:
1. Die Untersuchung dieses politischen Außenhandelsinstruments erfolgt im Rahmen des partiellen Gleichgewichts.
2. Die Welt besteht lediglich aus zwei Ländern – dem Inland und dem Ausland.
3. In jedem dieser Länder wird nur ein Gut produziert und konsumiert, welches kostenfrei von einem Land in das andere transportiert werden kann.
4. In beiden Ländern herrscht in der Industrie dieses Gutes vollständiger Wettbewerb, so dass die Angebots- und Nachfragekurven Funktionen des Marktpreises sind.
5. Steigende Grenzkosten sorgen dafür, dass eine Produktionsausweitung zu steigenden Preisen führt, weil große Unternehmen in diesem Modell keine marktbeeinflussenden Größenvorteile besitzen.
6. Der Wechselkurs zwischen den Währungen beider Länder bleibt von jedweder Außenhandelspolitik in diesem Markt unberührt; die Preise für beide Märkte werden in der Inlandswährung angegeben.
7. Es wird der Fall eines kleinen Landes unterstellt, d. h. der Weltmarktpreis wird nicht aufgrund von Änderungen des Binnenangebots und der Binnennachfrage infolge der quantitativen Einfuhrbeschränkung beeinflusst.

Aufgrund der modellhaften Darstellung kann die Erklärung der Wirkung eines verhängten Importkontingents nur ein grundlegender Anhaltspunkt sein.

### Grafische Darstellung eines Einfuhrkontingents
Anhand der folgenden Grafik soll die Situation eines freien Handels eines Importgutes zwischen zwei Staaten mit einer Marktlage nach Einführung einer Handelsbeschränkung durch Quotierung der Importe gegenübergestellt werden. (Hierbei beziehen sich die Großbuchstaben auf Regionen des Schaubildes.):

Grafische Darstellung der Auswirkungen eines Einfuhrkontingents

Die Angebotskurve PW ist hier völlig elastisch und somit horizontal. PA stellt den Autarkiepreis im Falle einer vollständigen Abschottung des heimischen Marktes gegenüber Importen dar. PIQ ist nun, nach Verhängung einer Importquote, der neue Gleichgewichtspreis. Wie in der Grafik zu sehen ist, rückt PIQ somit näher an das Gleichgewicht ohne Außenhandel (Autarkiefall) heran. Dies ist darauf zurückzuführen, dass die Importquote die inländischen Konsumenten davon abhält, so viel Mengen des Gutes im Ausland zu erwerben, wie sie wollen. Die Folge ist, dass das Angebot zum Weltmarktpreis nicht mehr vollständig elastisch ist. Liegt der Inlandspreis also nun über dem Weltmarktpreis, werden die Lizenzinhaber versuchen so viele Güter wie möglich zu importieren, um den Quotengewinn einzustreichen. Das Angebot des Gutes entspricht daraufhin dem Inlandsangebot zuzüglich dem Kontingent aus der Importquotierung. Das heißt, die Angebotskurve wird oberhalb dem Weltmarktpreis um die Quotenmenge nach rechts verschoben. Die Angebotskurve unterhalb des Weltmarktpreises verschiebt sich nicht, weil in diesem Fall der Import für die Lizenznehmer nicht wirtschaftlich ist.

### Ergebnis
Infolge der Angebotsverknappung der Importquote erhöht sich stets der Binnenmarktpreis des Importgutes von PW auf PIQ (Preiseffekt) und führt zu einem Rückgang der Nachfrage nach dem Gut von QD1 auf QD2 (Nachfrage- bzw. Konsumeffekt). Die Gleichgewichtsmenge des inländischen Angebots steigt von QS1 auf QS2 (Produktionseffekt). Der Gesamtkonsum im Importland geht trotz steigender Produktion zurück. Dies führt zu Umverteilungseffekten von den Konsumenten (Kaufkraftverluste) auf die in- und ausländischen Produzenten (Preissteigerungen). Das unmittelbare Ergebnis einer Einfuhrbeschränkung besteht in der Erhöhung der Nachfrage zum ursprünglichen Preis über das Binnenangebot einschließlich der Importe. Der Preis steigt auf das Niveau, auf dem der Markt gerade noch geräumt wird.
Aufgrund der Kontingentierung der Importe verlieren die inländischen Konsumenten die Konsumentenrenten C + D + E’ + E’’ + F. Demgegenüber wächst die Gesamtrente der inländischen Produzenten um die zusätzliche Produzentenrente C. Weiterhin erfolgt ein Transfer der Renten E’ + E’’ von den Konsumenten an die Importlizenzinhaber. Die Gesamtnehmerrente geht um die beiden Dreiecke D + F zurück. Werden die Rechte nicht versteigert, umfasst der gesamte volkswirtschaftlichen Effizienzverlust resp. Nettowohlfahrtsverlust die Dreiecke D + F und die Quotenrente E’ + E’’. Somit verschlechtern sich auch die Terms of Trade zwischen den beiden Ländern zuungunsten des Landes, welches die Importquote eingeführt hat. Die Wirkung auf die Wohlfahrt der Nation ist uneinheitlich; sie sinkt für kleine Länder, die keinen Einfluss auf den Weltmarktpreis des Gutes haben. Zölle und Importquoten können nur großen Ländern nutzen, die in der Lage sind, die Weltmarktpreise zu drücken.
Da die Quotenrente den Lizenzinhabern zufließt, kann – je nach Vergabepraxis des Staates – eine Importquote dazu führen, dass sie, im Gegensatz zu einem Importzoll, dem Staat keine direkten zusätzlichen Einnahmen beschert. Dies ist der Fall, wenn die Rechte an die inländischen Importeure kostenlos ausgegeben werden.
Eine Abschöpfung des Quotengewinns durch das Importland ist auch nicht gegeben, wenn das Land seine schutzbedürftigen Sektoren gegenüber einem einzelnen Land oder interessierten ausländischen Anbietern in Form eines Individualkontingents bzw. auch gegenüber allen Ländern oder allen interessierten ausländischen Anbietern mit Hilfe von Globalkontingenten schützt. Dies kann auch durch freiwillige Selbstbeschränkungsabkommen geschehen. Solche bilateralen Handelsvereinbarungen werden im Allgemeinen auf Verlangen des Importlandes durchgesetzt. Im Ergebnis versteigern die Länder die Importlizenzen ihrerseits wiederum an die einheimischen Unternehmen weiter und schöpfen somit die Quotenrente ab. Werden die Einfuhrkontingente, wie bereits oben erwähnt, direkt an interessierte ausländische Produzenten abgegeben, realisieren in diesem Fall die ausländischen Anbieter die Differenz zwischen Weltmarktpreis und Binnenpreis. Auch bei dieser Form der Kontingentierung gelingt es dem Staat nicht, die Kontingentrente der ausländischen Anbieter abzuschöpfen. Dies ist nur möglich, wenn Einfuhrkontingente von staatlichen Stellen in Form öffentlicher Auktionen versteigert werden.

## Beispiel eines Einfuhrkontingents
Annahmen:
Weltproduzentenpreis:
{\displaystyle P_{\text{W}}=20GE/ME\!\,}
Binnennachfragekurve:
{\displaystyle Q^{D}=70.000ME-1.000(p)\!\,}
Inlandsangebotskurve:
{\displaystyle Q^{S}=-10.000ME+1.000(p)\!\,}
Berechnung:

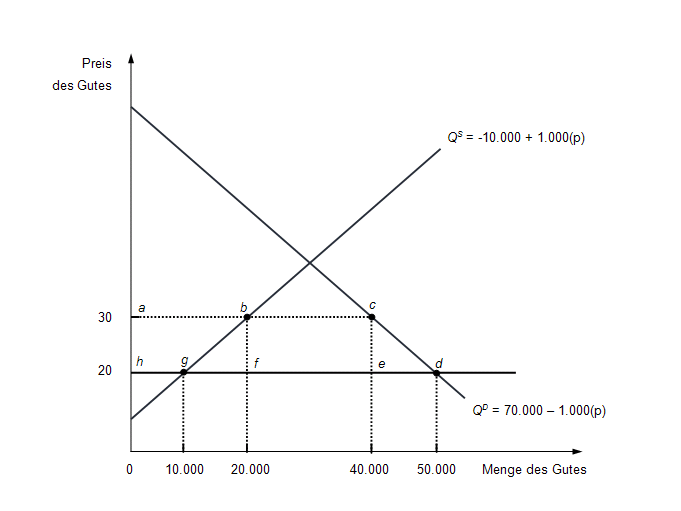
Beispiel eines Einfuhrkontingents

Im Falle des Freihandels entspricht der inländische Gleichgewichtspreis dem Weltmarktpreis von 20 GE/ME.
Die Binnennachfrage beträgt:
{\displaystyle Q^{D}=70.000ME-1.000(20)=50.000ME\!\,}
Das Binnenangebot beträgt:
{\displaystyle Q^{S}=-10.000ME+1.000(20)=10.000ME\!\,}
Damit betragen die Importe:
{\displaystyle 50.000ME-10.000ME=40.000ME\!\,}
Auf Beschluss der Regierung sollen die Importe auf 20.000 ME beschränkt werden:
{\displaystyle 20.000ME=Q^{D}-Q^{S}\!\,}
Einsetzung:
{\displaystyle 20.000ME=[70.000ME-1.000(p)]-[-10.000ME+1.000(p)]\!\,}
Auflösung:
{\displaystyle 20.000ME=80.000ME-2.000(p)\!\,}
{\displaystyle -60.000ME=-2.000(p)\!\,}
{\displaystyle p=30GE/ME\!\,}
Ergebnis:
Die Einführung der Importbeschränkung impliziert einen Anstieg um 10 GE/ME auf den neuen Gleichgewichtspreis von 30 GE/ME.
In der Abbildung entspricht der Verlust an Konsumentenrente gleich der Fläche des Trapezes:
{\displaystyle acdh=10GE/ME\cdot (40.000ME+50.000ME)/2=450.000GE}
Die Produzentenrente erhöht sich um das Trapez:
{\displaystyle abgh=10GE/ME\cdot (20.000ME+10.000ME)/2=150.000GE}
Die den Importrechteinhabern zufließende Quotenrente gleicht dem Rechteck:
{\displaystyle bcef=10GE/ME\cdot (40.000ME-20.000ME)=200.000GE}
Werden die Rechte nicht versteigert, beträgt der gesamte Nettowohlfahrtsverlust der Nation:
{\displaystyle 450.000GE-150.000GE=300.000GE\!\,}